# رد راک، شهرستان آپاچی، آریزونا
رد راک، شهرستان آپاچی (به انگلیسی: Red Rock) یک منطقهٔ مسکونی در ایالات متحده آمریکا است که در شهرستان آپاچی، آریزونا واقع شده‌است.رد راک، شهرستان آپاچی ۳٫۰ کیلومتر مربع مساحت و ۱۶۹ نفر جمعیت دارد و ۱٬۷۶۶٫۹۵ متر بالاتر از سطح دریا واقع شده‌است.